# منتخب فيتنام لكأس ديفيز
منتخب فيتنام لكأس ديفيز (بالفيتنامية: Đội tuyển Davis Cup Việt Nam)‏ هو ممثل فيتنام الرسمي في كرة المضرب في كأس ديفيز.